# Chandaur
Chandaur é uma vila no distrito de Dhanbad, no estado indiano de Jharkhand.

## Demografia
Segundo o censo de 2001, Chandaur tinha uma população de 13 629 habitantes. Os indivíduos do sexo masculino constituem 56% da população e os do sexo feminino 44%. Chandaur tem uma taxa de literacia de 57%, inferior à média nacional de 59,5%; a literacia no sexo masculino é de 69% e no sexo feminino é de 41%. 15% da população está abaixo dos 6 anos de idade.